# Жё-де-пом
Жё-де-по́м (фр. jeu de paume от jeu «игра» + paume «ладонь») — старинная игра c мячом, прообраз тенниса, в которой мяч перебивался через сетку или верёвку ракетками (первоначально руками, затем битами).

## Исторические сведения
Игра получила распространение в XIII—XIV веках во Франции, Италии и Англии. Роберт Даллингтон, опубликовавший в 1604 году в Англии «Впечатление о Франции», был поражен повальным увлечением французов спортивными играми, которые его соотечественники считали пустой тратой времени: «Французы рождаются с ракеткой в руке… Эта страна усеяна залами для игры в мяч, которых больше, чем церквей, а игроки многочисленнее, чем любители пива в Англии». В Париже в то время было не менее 1800 залов и открытых площадок для игры в мяч.
22 января 1397 года парижский прево возобновил запрет на игру в мяч, на который игроки в очередной раз не обратили никакого внимания. Полгода спустя прево пошел на уступки: играть разрешили, но только по воскресеньям, но и это не помогло.
В 1610 году игроки в мяч (во Франции сложилось четыре школы этой игры: голой рукой, рукой в перчатке, битой и ракеткой) образовали свой цех, закрыв множество залов, где допускались нарушения спортивных правил (к 1657 году в Париже оставалось 114 залов). Например, некоторые мошенники набивали мячи камнями, что могло обернуться трагедией: брат Мишеля Монтеня погиб, получив удар таким снарядом. Да и без того игра была травмоопасной: когда Феликс Платтер возвращался после учёбы в Монпелье домой в Базель, ему пришлось всю дорогу лечить попутчика, который повредил себе глаз, неудачно упав во время игры в мяч.
Только в одном дореволюционном Париже насчитывалось 200 залов для игры в мяч. В XVI веке ей на смену пришёл королевский теннис, из которого в XIX веке родился современный, или большой теннис. Жё-де-пом также считается прародителем ракетбола и гандбола.

## Техника игры
Существовали две разновидности: лонг-пом (длинный пом) и курт-пом (короткий пом). Площадка для лонг-пома открытая, 60-80×14 м, разделена верёвкой на высоте 1 м, партия — 5-7 игр; для курт-пома — зал 28,5×9,5 м, высота не менее 7 м, высота сетки 0,92 м в центре и 1,5 м по краям, партия — из 6 игр.
Мяч из двух пробковых полушарий, обтянут мягкой тканью, диаметр около 6 см, вес 16-20 г (лонг-пом) и 60-65 г (курт-пом). Способ подсчета очков, принятый в игре (15, 30, 40, гейм), используется в современном теннисе.

## Спортивная дисциплина
Проводились соревнования одиночные и командные (в команде 2, 4 или 6 человек).
Жё-де-пом (курт-пом) входил в программу Олимпийских игр 1908, на Олимпийских играх 1928 проводились показательные выступления.
Ежегодно в сентябре проводится чемпионат мира среди любителей.

## Клятва в зале для игры в мяч
С жё-де-помом связана одна из страниц Великой французской революции. 20 июня 1789 года депутаты Генеральных штатов от третьего сословия, которых не пропустили в зал заседаний по королевскому приказу (не связанному, впрочем, с политикой: король просто держал траур по своему сыну, умершему незадолго до этого от туберкулёза), собрались в близлежащем зале для игры в жё-де-пом и поклялись продолжать собрания, пока не будет написана и принята конституция. Этот эпизод более известен под русским названием «клятва в зале для игры в мяч».

## Интересные факты
- Первым крытым спортивным сооружением России был краснокирпичный «Же де Пом» на территории Петербургского государственного университета[2]. Имеются сведения, что здание было построено для Сухопутного шляхетского кадетского корпуса и предназначалось для игры в мяч[3].
- В 1756 в Экс-ан-Провансе на месте публичного зала для игры в мяч был построен небольшой театр, который получил название «Театр дю Жё-де-пом» (фр.). Ныне в нём ставят драматические спектакли, а летом, в дни Экс-ан-Прованского фестиваля, осуществляются и оперные постановки (особенно камерных опер эпохи барокко).
- «Же де Пом» также существовал при Зимнем дворце в Петербурге (восточнее Малого Эрмитажа). Зал находился на втором этаже над манежем, выстроенном по проекту архитектора Ю. М. Фельтена в 1766 г.
- Играли в жё-де-пом на деньги: ставкой была монета экю (равная 60 су) — ремесленник на эту сумму мог вполне спокойно существовать несколько недель. Экю делилось на четыре части по 15 су, каждая из которых была стоимостью одного очка. Отсюда, кстати, вышла и система подсчета очков в современном теннисе, только «45» было заменено на «40» для удобства комментирования — выкрикивать короткое число получается гораздо энергичнее.
- Игра была включена в программу Олимпиады-1908 в Лондоне, но, по иронии судьбы, принимали участие только британцы и американцы, а не её создатели — французы. Победителем стал американец Джей Гулд.